# Кја (Каљари)
Кја је насеље у Италији у округу Каљари, региону Сардинија.
Према процени из 2011. у насељу је живело 274 становника. Насеље се налази на надморској висини од 5 м.